# Bùi Thạc Chuyên
Bùi Thạc Chuyên, né en 1968 à Hô Chi Minh-Ville, est un réalisateur vietnamien.
À l'exception du film commercial Lời nguyền huyết ngải (vi), la plupart de ses films sont assez réalistes. Il est également scénariste et réalisateur du film documentaire Xẩm qui a remporté le prix B de l'Association vietnamienne du cinéma en 1998 ou Tay đào đất a remporté le prix du Cerf volant d'argent en 2003.

## Filmographie
- 1995 : 12A và 4H (vi)
- 2005 : Sống trong sợ hãi (vi)
- 2009 : Vertiges (Chơi vơi)
- 2012 : Lời nguyền huyết ngải (vi)
- 2022 : Cendres glorieuses (Tro tàn rực rỡ)
- 2025 : Địa đạo: Mặt trời trong bóng tối (vi)